# 691
691 (DCXCI) var ett normalår som började en söndag i den julianska kalendern.

## Händelser

### Okänt datum
- Theoderik III efterträds av Klodvig III som kung av Austrasien.
- Wilfrid, biskop av Northumbria, fördrivs till Mercia.
- Bygget av Klippdomen avslutas i Jerusalem.

## Födda
- Hisham ibn Abd al-Malik, kalif.

## Avlidna
- 12 april – Theoderik III, frankisk kung av Neustrien och Burgund sedan 675 samt av hela Frankerriket sedan 679
- Cen Changqian, kinesisk kansler åt Wu Zetian för en kort tid
- 28 september — Fu Youyi, kansler åt Wu Zetian för en kort tid (självmord)
- Ge Fuyuan, kinesisk kansler åt Wu Zetian för en kort tid (självmord)
- Sun Guoting